# 天沼俊一

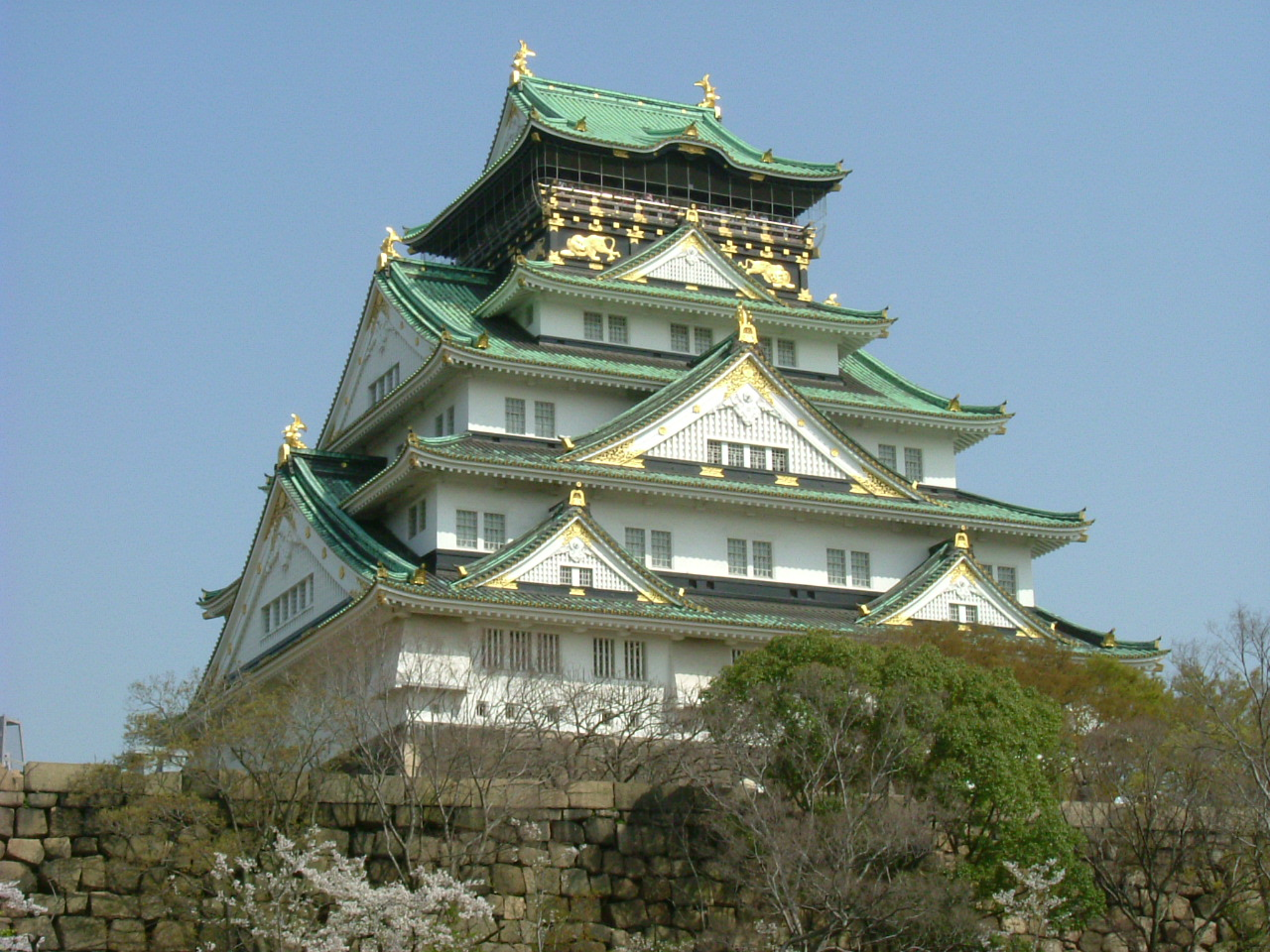
大阪城天守閣

天沼 俊一（あまぬま しゅんいち、1876年8月31日 - 1947年9月1日）は、日本の建築史家。京都大学名誉教授。古建築の調査に従事した。東京出身。
奈良県技師時代に始めた装飾文様などの細部にわたる古建築研究は、初の日本建築史の概説書『日本建築史要』に実り、身近なものとして古建築の存在を広く知らせた。

## 略歴
東京生まれ。河東節名跡の6代目十寸見蘭洲（本名：天沼熊作）の長男。弟は慶応義塾大学教授の天沼貴彦、妹は画家の天沼青蒲。
1893年東京府尋常中学校（現：東京都立日比谷高等学校）卒。1902年東京帝国大学工科大学建築学科卒、大学院に進む。1905年陸軍歩兵少尉。1906年、奈良古社寺修理技師。1918年、京都府古社寺修理監督技師。
1919年「日本古建築及仏教芸術の史的研究」により、東京帝国大学から工学博士の学位を授与される。1920年京都帝国大学工学部助教授。1923年 同教授。
1921年、欧米・エジプト・インド視察（1923年帰国）。1935年、欧州・アジア各国視察。1936年、京都帝国大学を定年退官。

## その他

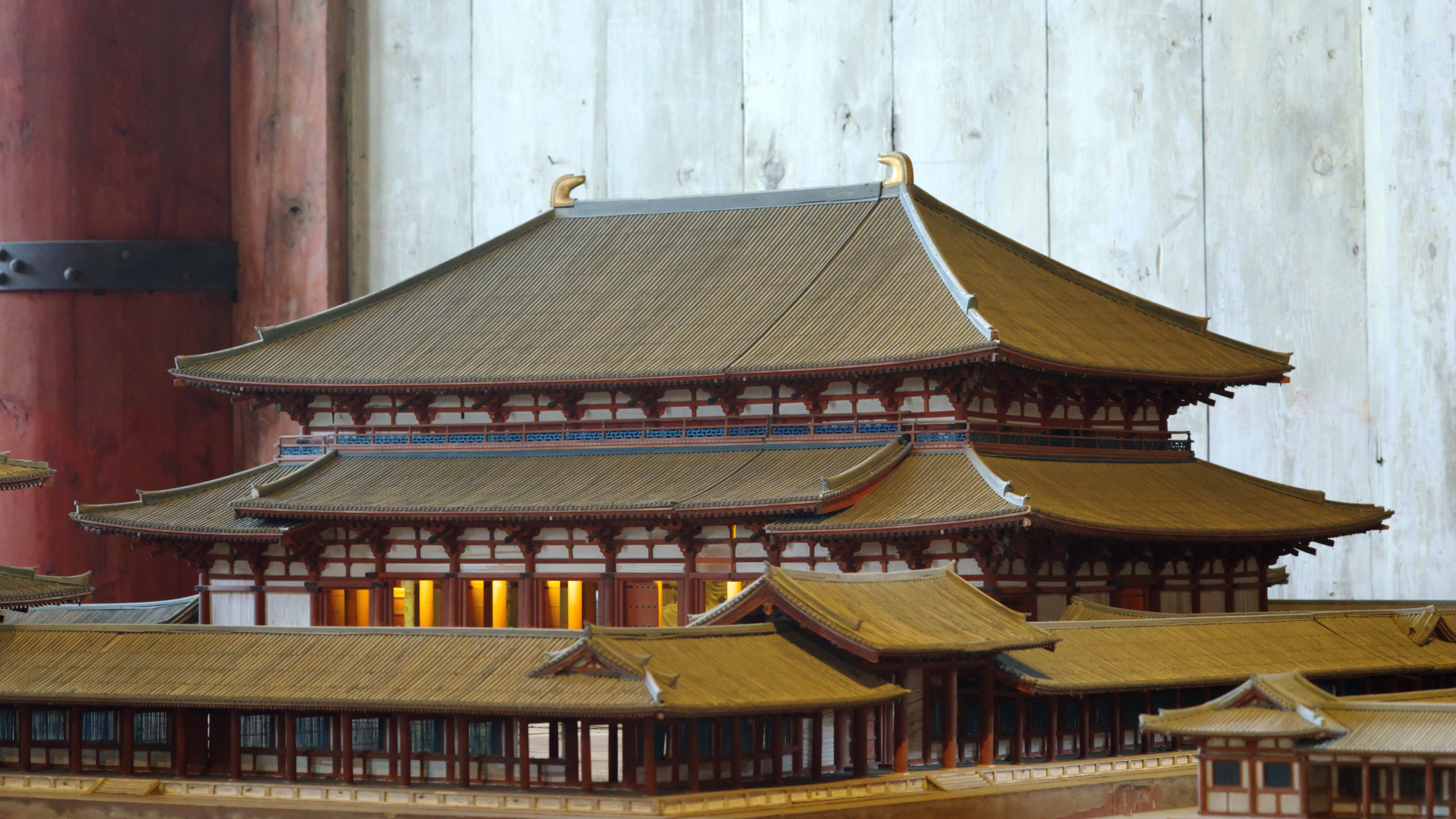
創建当時の大仏殿復元模型（大仏殿内所在）

- 東大寺に、設計した東大寺復元模型が展示されている。
- 「大阪城天守閣」の意匠を担当した。

## 主著
- 『家蔵瓦図録』便利堂 1918
- 『国東塔講話』便利堂 1919
- 『家蔵瓦図録続』田中平安堂 1925
- 『日本建築史要』飛鳥園 1926
- 『埃及紀行』岩波書店 1927
- 『日本建築史要』飛鳥園 1927
- 『印度旅行記』飛鳥園 1931
- 『法隆寺の建築』法隆寺 1931
- 『日本建築史図録』星野書店 1933-1939
- 『慶長以前の石灯籠』スズカケ出版部 1937
- 『日本の建築』京都帝国大 1940
- 『披西土から破西土へ』印刷工廠 1942
- 『日本建築』弘文堂 1942
- 『日本古建築行脚』一条書房 1942, 1944
- 『成虫楼随筆』一条書房 1943（続篇高桐書院 1946、続続篇明窓書房 1947）
- 『印度の建築』大稚堂 1944
- 『続成虫楼随筆』高桐書院 1946
- 『続続成虫楼随筆』明窻書房 1947
- 『日本古建築提要』河原書店 1948
- 『日本建築様式の研究』思文閣 1975